# Ciencias e Hipótesis
Ciencia e Hipótesis (título original en francés: La Science et l'Hypotèse) es un libro escrito por el matemático Henri Poincaré publicado por primera vez en 1902. Dirigido a un público no especializado,  trata sobre matemáticas, espacio, física y naturaleza. Sostiene la tesis de que la verdad absoluta en ciencia es inalcanzable, y que en general las creencias científicas se sustentan como convenciones aceptables porque son más válidas que las alternativas disponibles.
En este libro, Poincaré describe cuestiones científicas entonces abiertas con respecto al efecto fotoeléctrico, el movimiento browniano, y la relatividad de las leyes físicas en el espacio. La lectura de este libro inspiró a Albert Einstein la subsiguiente redacción de sus relevantes artículos publicados en 1905, año que ha pasado a los anales de la ciencia como el Annus Mirabilis de Einstein.

## Traducciones
En 1907 se tradujo al español por parte de Pedro M. González Quijano, existiendo al menos otra traducción del año 2005. También se publicó una nueva traducción al inglés en noviembre de 2017.